# Ulica Kurczaki w Łodzi
Ulica Kurczaki – ulica w Łodzi, w rejonie Komorniki, w dzielnicy Górna o długości ok. 1,9 km.
Ulica istniejąca pierwotnie jako Jagiellońska, z chwilą włączenia do Łodzi w 1946 r. przemianowana na Karczoki.
Nazwa wzięła się od karczowisk po wycince obszaru leśnego w dobrach Chojny. Pierwotna nazwa Karczoki po jakimś czasie przekształciła się w Kurczaki.
Na początku ulicy (przy skrzyżowaniu z ul. Rzgowską) znajduje się pętla tramwajowa „Chojny Kurczaki”. Oprócz tego, przez ulicę Kurczaki przebiegają linie autobusowe MPK-Łódź: 52, 75AB, N3AB.